# Oediceros minor
Oediceros minor is een vlokreeftensoort uit de familie van de Oedicerotidae. De wetenschappelijke naam van de soort is voor het eerst geldig gepubliceerd in 1930 door Gurjanova.